# Adam Pultz Melbye

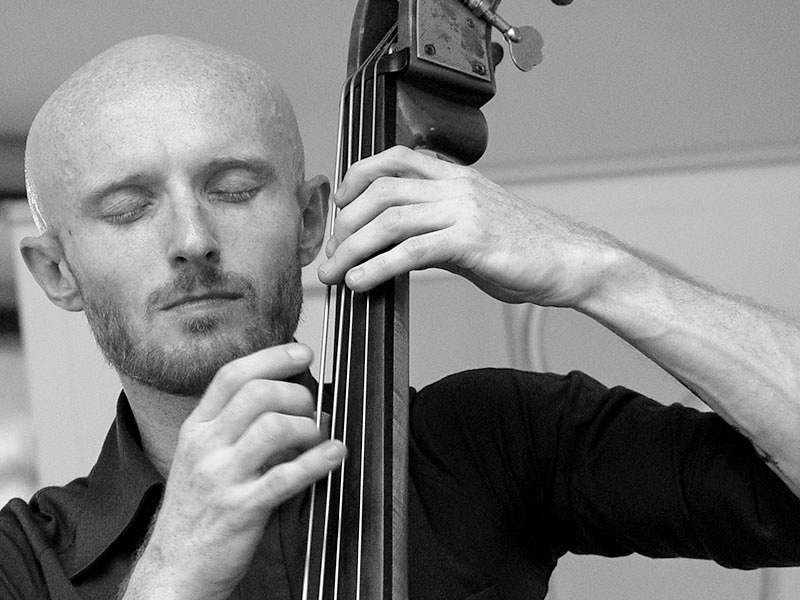
Adam Pultz Melbye

Adam Pultz Melbye (* 1981  in Ribe) ist ein dänischer Jazz- und Improvisationsmusiker (Kontrabass, Komposition), der seit 2013 in Berlin lebt.

## Leben und Wirken
Pultz studierte Kontrabass am Musikkonservatorium in Esbjerg, anschließend 2013 bis 2015 am Rytmisk Musikkonservatorium in Kopenhagen. Ab Mitte der 2000er-Jahre arbeitete er zunächst in der dänischen Jazzszene;  2007 war er Mitbegründer des Labels und Musikerkollektivs Barefoot Records und später des Veranstaltungsorts Klub Kaktus (in dem Veranstaltungen mit improvisierter Musik seit 2009 in Kopenhagen stattfinden), sowie 2012 der Veranstaltungsreihe Understrøm für experimentelle Musik.  In der dänischen und internationalen Jazz- und Improvisationsszene arbeitete er seitdem u. a. mit Akemi Nagao, Lotte Anker, Mark Sanders, Pat Thomas, Yasuhiro Yoshigaki, Kasper Tranberg, Chris Heenan, Harri Sjöström und Sture Ericson, mit Anders Lindsjö in der Formation St. Andby, mit Håkon Berre und Stephan Sieben in Angel und im Electronic-Duo nit Mads Emil Nielsen.
Im Trio mit Håkon Berre und Peter Brötzmann nahm er 2007 das Album A Tale of Three Cities auf; 2013 legte er das Album Gullet (Barfoot Records) vor. 2015 erschien Kinetics (The Path), mit Jacob Anderskov und Anders Vestergaard. International arbeitete er u. a. mit Peter Brötzmann, Rudi Mahall, Frank Gratkowski, Magda Mayas, Mikołaj Trzaska, Jack Wright, Johannes Bauer, Tony Buck, Axel Dörner, Gerald Cleaver, Tobias Delius, Fred Lonberg-Holm, Paul Lovens, Peter Ole Jørgensen oder Emilio Gordoa zusammen; außerdem spielte er mit dem London Improvisers Orchestra und Pierre Dørges New Jungle Orchestra.
Als Komponist schrieb er Musik für verschiedene Ensembles, Theater- und Tanzgruppen; ferner Auftragskompositionen für das Dänische Nationalmuseum der Kunst in Kopenhagen und in Ålborg. Daneben arbeitet er mit dem Künstlerkollektiv MAP zusammen, das Klang- und Videoinstallationen für Museen  in Dänemark, Deutschland und den Niederlanden schuf.